# SDR SDRAM
SDR SDRAM — технологія динамічної синхронної оперативної пам'яті кінця 1990-х років, акронім від англ. Single Data Rate · Synchronous Dynamic Random Access Memory — синхронна пам'ять довільного доступу з одиничною швидкістю роботи.
Довжина такту — 7,5–15 nS; типова тактова частота — 66–133 МГц.
Попереднє покоління — асинхронна EDO RAM.
Наступне покоління динамічної ОЗП стала DDR SDRAM.